# Pilea alternifolia
Pilea alternifolia är en nässelväxtart som beskrevs av Ignatz Urban och Ekman. Pilea alternifolia ingår i släktet pileor, och familjen nässelväxter. Inga underarter finns listade i Catalogue of Life.